# Izumi Tateno
Izumi Tateno (舘野 泉), né le 10 novembre 1936 à Tokyo, est un pianiste japonais.
Tateno étudie au Tōkyō Geijutsu Daigaku et est aujourd'hui professeur à l'Académie Sibelius d'Helsinki. À la suite d'une maladie, il a dû cesser son activité pendant trois ans et ne joue plus que de la main gauche depuis 2004. Tateno a remporté de nombreux prix et distinctions.